# Lista siturilor arheologice din județul Argeș - Z
Lista siturilor arheologice din județul Argeș - Z conține toate siturile arheologice din județul Argeș înscrise în Repertoriul Arheologic Național (RAN) și aflate în localități al căror nume începe cu litera Z. RAN este administrat de Ministerul Culturii și Patrimoniului Național și cuprinde date științifice, cartografice, topografice, imagini și planuri, precum și orice alte informații privitoare la zonele cu potențial arheologic, studiate sau nu, încă existente sau dispărute.
Puteți căuta un sit din localitățile care încep cu litera Z folosind formularul de mai jos sau puteți naviga prin toate siturile din județ la Lista siturilor arheologice din județul Argeș.
| Cod RAN                               | Denumire | Localitate                    | Adresă | Datare             | Descoperit | Coordonate                                   | Imagine           | Erori            |
| ------------------------------------- | --- | ----------------------------- | ------ | ------------------ | ---------- | -------------------------------------------- | ----------------- | ---------------- |
| 17600.01.01 (Cod LMI: AG-I-s-B-13388) | Tell-ul Gumelnița de la Zidurile - "Măgura" / ansamblu Așezare tip tell (Categorie: tell) (Tip: Tell)                                          | sat Zidurile, comuna Mozăceni | Măgura | Gumelnița - 2A, 3B |            | 44°35′11″N 25°09′27″E / 44.58639°N 25.1575°E | Încărcați imagine | Raportați eroare |
| 17600.02.02 (Cod LMI: AG-I-s-B-13389) | Ruinele bisericii medievale de la Zidurile / ansamblu anonim (Categorie: structură de cult/religioasă) (Tip: necropola)                        | sat Zidurile, comuna Mozăceni | Ziduri | sec. XVII          |            |                                              | Încărcați imagine | Raportați eroare |
| 17600.02.01 (Cod LMI: AG-I-s-B-13389) | Ruinele bisericii medievale de la Zidurile / ansamblu Ruinele bisericii de la Ziduri (Categorie: structură de cult/religioasă) (Tip: Biserică) | sat Zidurile, comuna Mozăceni | Ziduri | sec. XVI           |            |                                              | Încărcați imagine | Raportați eroare |
| 17094.01 (Cod LMI: AG-IV-m-A-14025)   | Cruce de piatră la Zărnești (Categorie: structură de cult/religioasă) (Tip: cruce)                                                             | sat Zărnești, comuna Mălureni |        | 1719               |            |                                              | Încărcați imagine | Raportați eroare |